# Université Copperstone
L'université Copperstone (en anglais : Copperstone University) est une université privée située à Kitwe, dans la province du Copperbelt, en Zambie.